# American staffordshire terrier
För andra betydelser, se Bullterrier (hundrastyp).
American staffordshire terrier, i dagligt tal kallad amstaff, är en hundras från USA. Amstaffen godkändes 1936 av American Kennel Club (AKC). Fram till dess utgjorde american staffordshire terrier och pit bull terrier (amerikansk pitbullterrier) samma hundrastyp, men hade redan då börjat utvecklas till separata raser. Det är bara amstaffen som kan registreras hos AKC och Svenska Kennelklubben. Till Sverige kom den 1991 där det under 2006 registrerades 290 amstaffvalpar.
I flera länder hör amstaffen till de populäraste hundraserna, däribland i Frankrike, Belgien, Spanien och Australien. I andra länder, däribland Danmark, Norge, Tyskland och i vissa amerikanska delstater – är amstaffen förbjuden.[källa behövs] I vissa länder – bland annat Frankrike – förekommer restriktioner som påbjuder munkorg på offentliga platser. Dessa restriktioner har införts då hundrasen anses kunna vara farligare än andra hundraser.

## Historia
Staffordshire bullterrier är en av fem raser av typen bullterrier (Bull and Terrier). I USA utvecklades dessa bull and terriers dels till den lilla bostonterriern, dels till pit bull terriern som är större och kraftfullare än den ursprungliga staffordshire bullterriern. Sedan 1898 registreras amerikansk pitbullterrier av den mindre kennelklubben United Kennel Club i USA. Under början av 1930-talet ville ett antal pit bull-uppfödare hellre ansluta sig till AKC för att kunna delta på hundutställningar. AKC erkände då dessa hundar som staffordshire terrier och sedan dess har pitbull och amstaff varit helt separerade från varandra. När AKC erkände den engelska staffordshire bullterrier 1974 ändrades namnet på den amerikanska släktingen till american staffordshire terrier.

## Egenskaper
Blandningen av bulldogg och terrier, som ligger till grund för alla raser av denna typ, avspeglar sig i amstaffens temperament. Rasstandarden beskriver den moderna amstaffen som en stabil, vänlig, tillgiven, social, livlig, nyfiken, envis, orädd och självsäker hund. Skygga och rädda amstaffar är otypiska och är inte önskvärda i avel. Då amstaffen är en hund med stor arbetsvilja behöver den dagliga tillfällen att för att få utlopp för sin energi för att inte bli uttråkad och destruktiv. Under sin unghundstid kan den, då den ofta är mycket envis, ställa stora krav på ägarens tålamod och konsekvens, men med kunnig träning och en god och fast uppfostran blir amstaffen en trevlig familjehund.
Sedan hundkamper förbjöds även i USA under början av 1900-talet har aveln målmedvetet inriktats på att dämpa kamplusten (kamplust i meningen "hundslagsmål" dock inte generellt i meningen "arbetslust"), utan att rasen förlorat styrkan, modet och intelligensen. Man har i aveln utövat intolerans mot misstänksamma och aggressiva individer och låtit bli att avla på sådana individer. Rasen besitter inte heller någon större misstänksamhet gentemot främlingar och är därför relativt dåliga vakthundar, till skillnad mot andra bruksraser som avlats för sin vaksamhet.

## Utseende
American staffordshire terrier skall ge intryck av balans mellan styrka och vighet. Den skall vara kompakt och muskulöst byggd, inte högställd. Den har en djup och bred bröstkorg med brett ställda framben. Huvudet skall vara mycket massivt med svagt konvex nosrygg och starka käkar. Svansen är ganska kort och lågt ansatt. Pälsen är kort och mycket lättskött.